# Chiesa di Santa Maria di Loreto (Lugano)
La chiesa di Santa Maria di Loreto è un edificio religioso che fonde elementi dell'architettura rinascimentale e di quella barocca e che si trova a Lugano, nel quartiere di Lugano-Loreto.

## Storia
A volere la costruzione dell'edificio, nel quale fu assorbita una cappella del tardo XV secolo, fu la Vicinia di Lugano, che lo fece realizzare fra il 1520 e il 1524. Dal 1632 al 1634, grazie a un finanziamento della Confraternita di San Carlo Borromeo, furono realizzati il portico e il campanile. Proprio al primo piano del portico, a partire dalla fine dei lavori, prese a riunirsi la Confraternita.
Nel 1728, inoltre, la chiesa fu ulteriormente modificata e ampliata con la Santa Casa. Nel 1874 la chiesa fu chiusa e nel 1904 il comune di Lugano la cedette alla diocesi, che l'anno successivo l'affidò ai francescani. Così, nel 1907, la chiesa subì una importante ristrutturazione degli interni, fu consacrata e tornò alle funzioni originarie.
Con l'agosto 2007 è ritornata nella disponibilità della Diocesi di Lugano. La chiesa è un santuario mariano di un certo rilievo, gemellato con l'omonimo grande santuario italiano e con la Basilica dell'Annunciazione di Nazareth.

## Galleria d'immagini

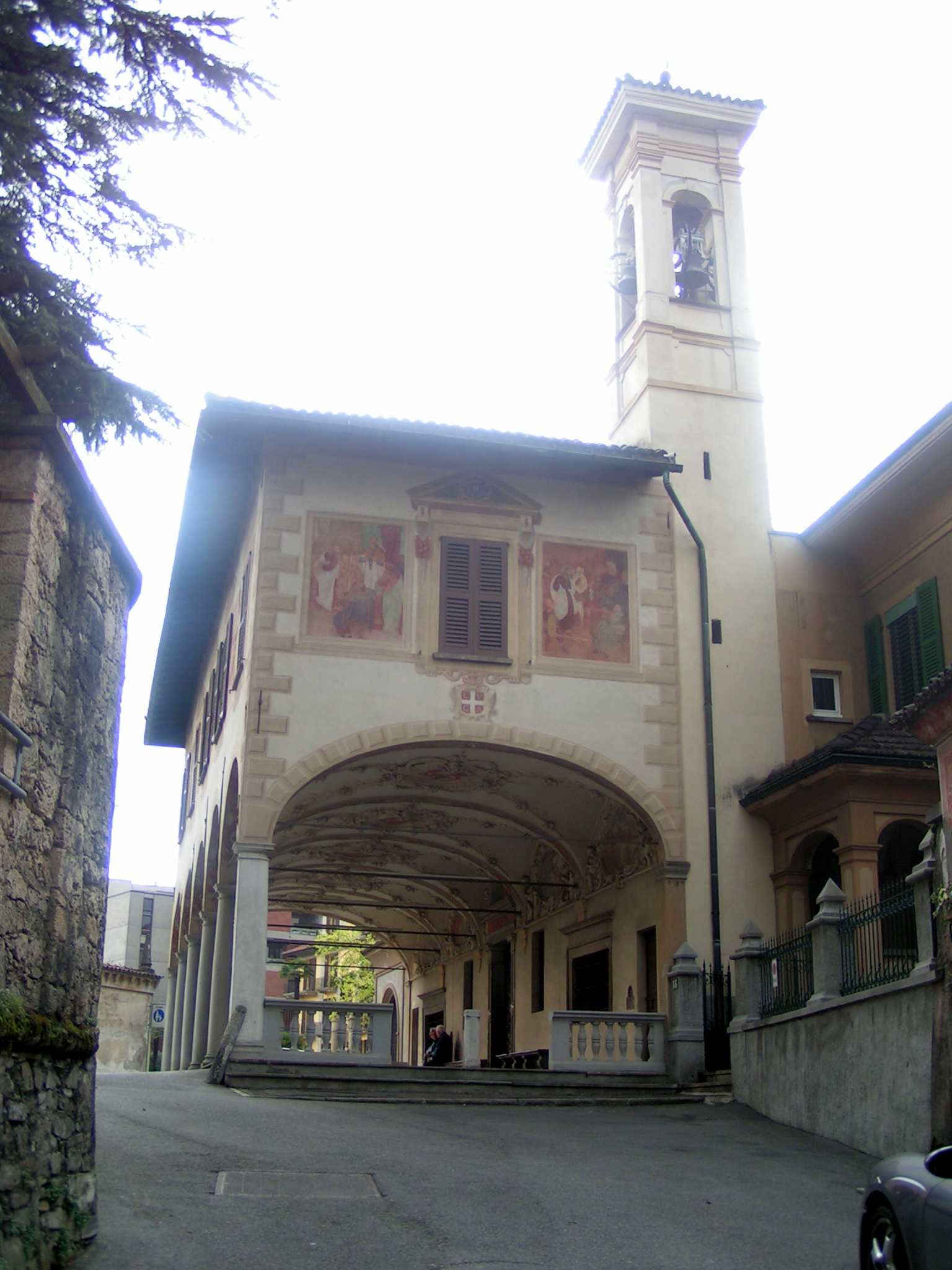
Portico e campanile
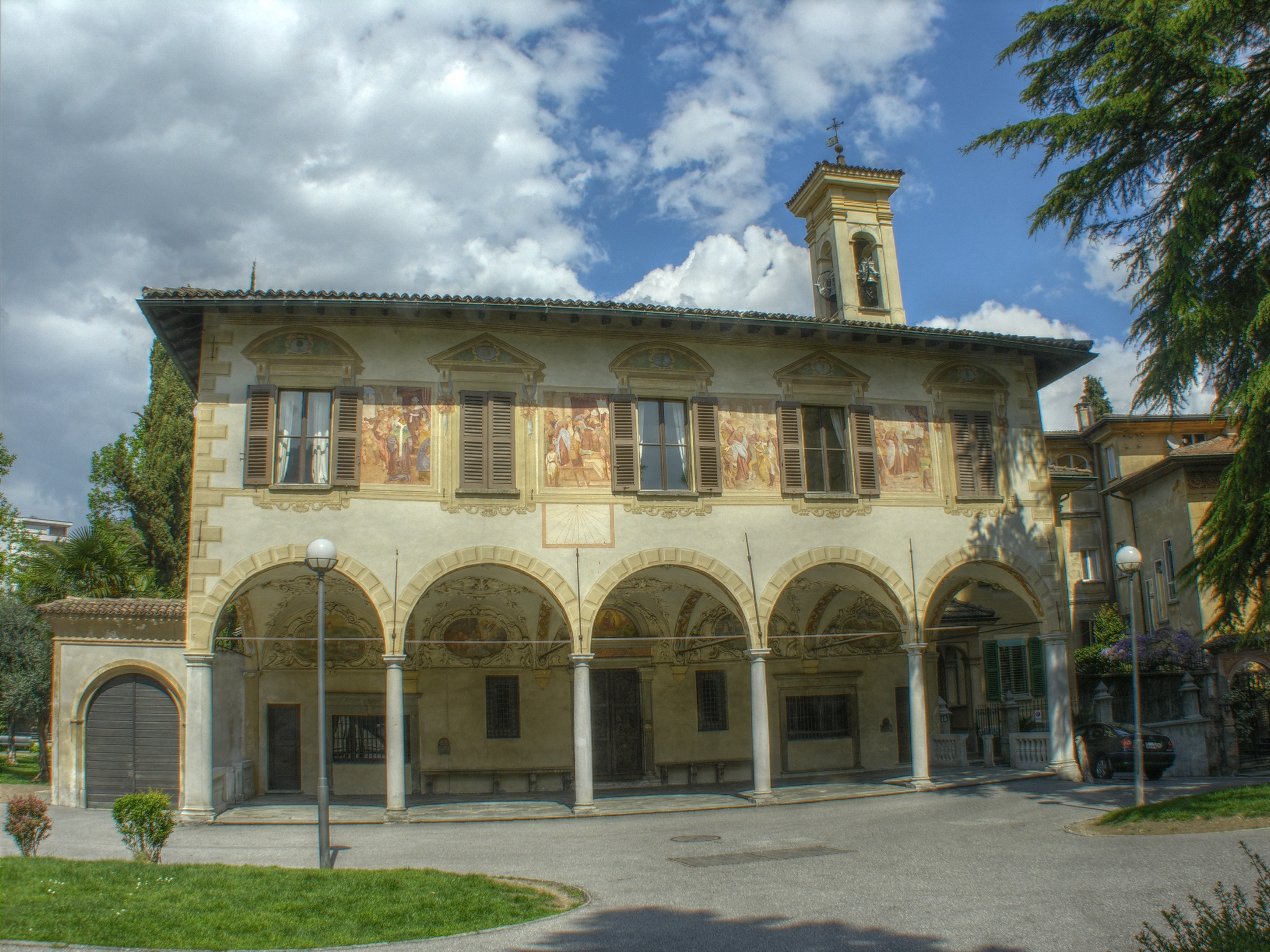
Vista frontale occidentale
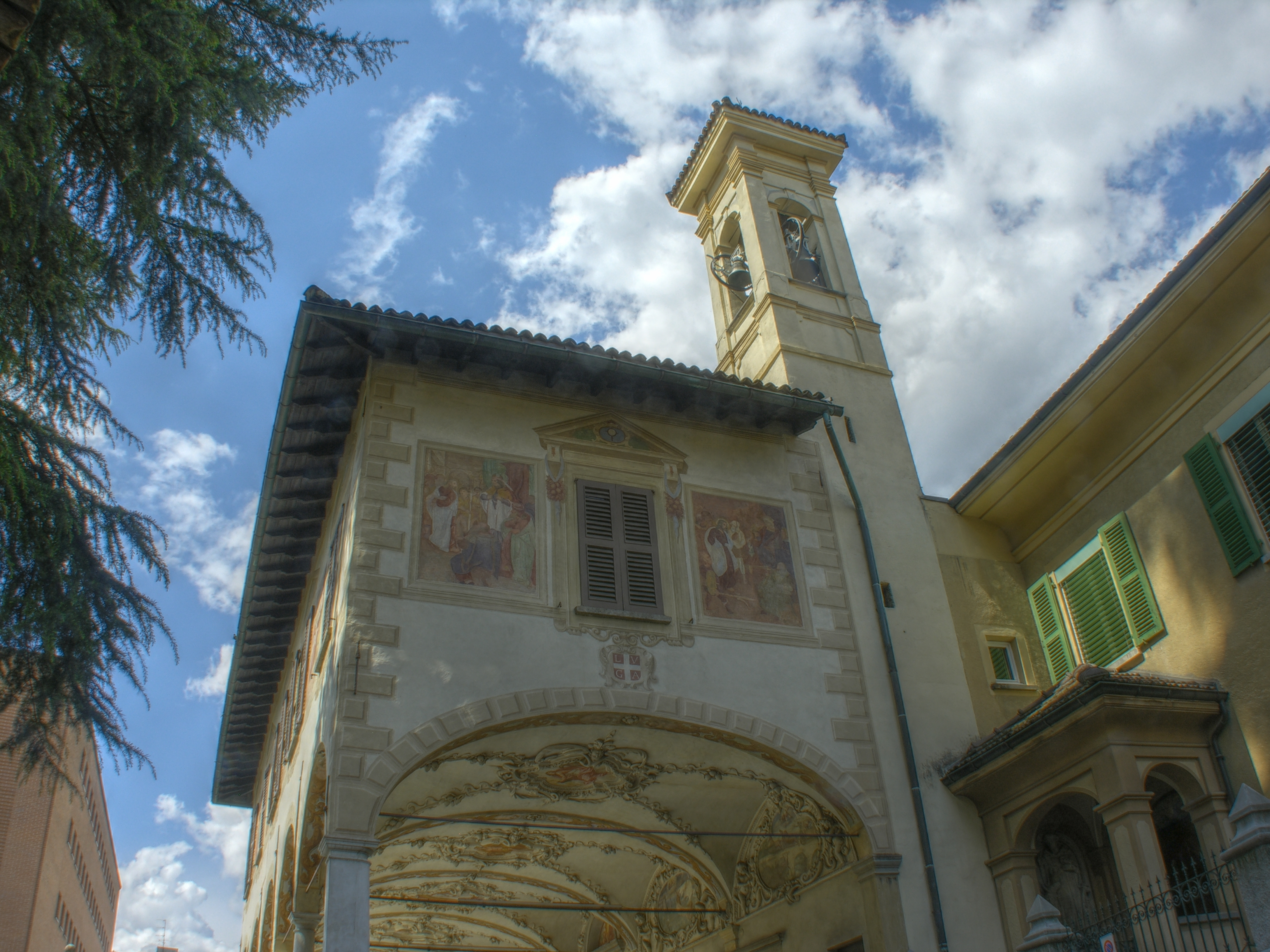
Vista laterale meridionale
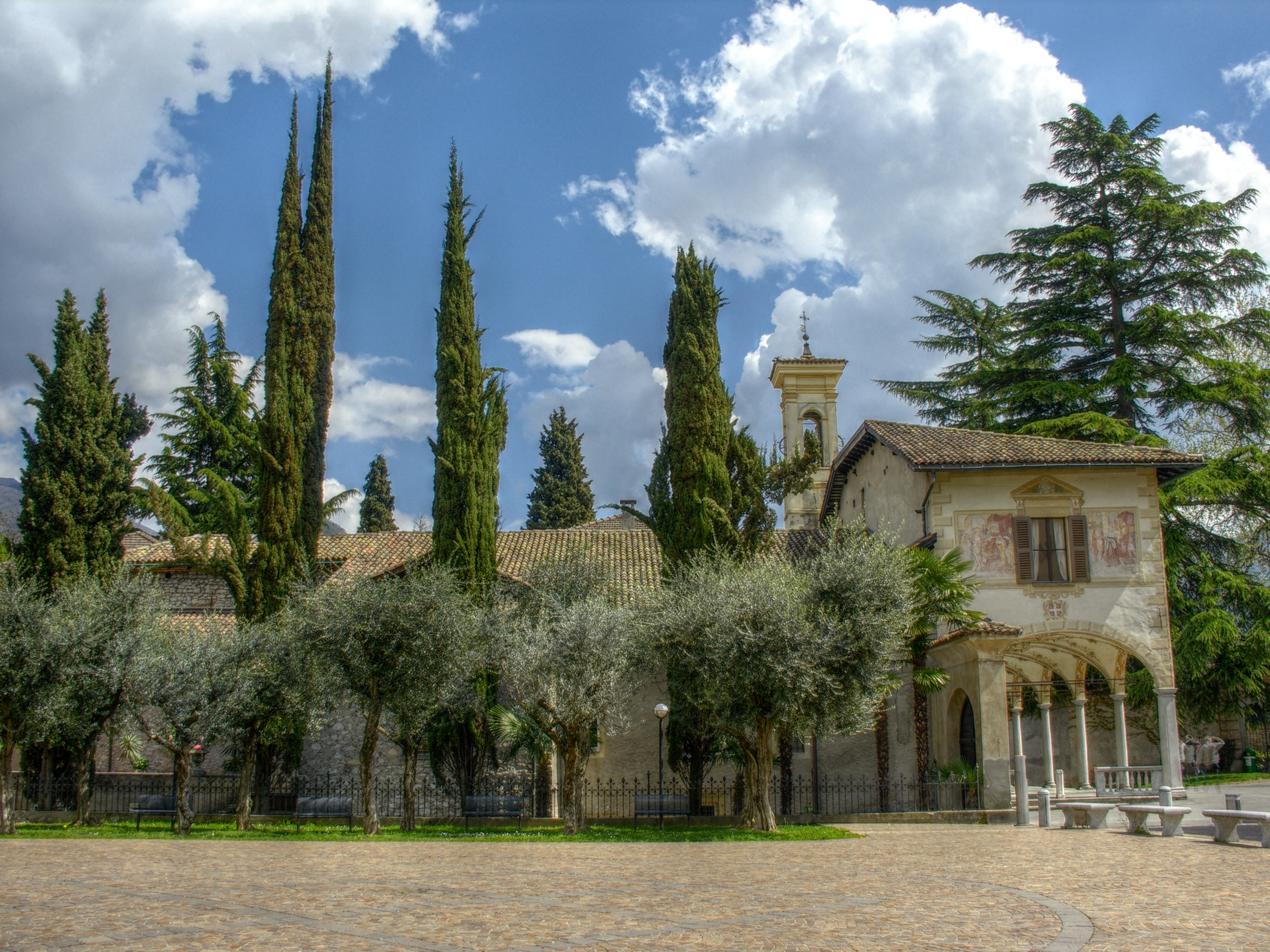
Vista laterale settentrionale
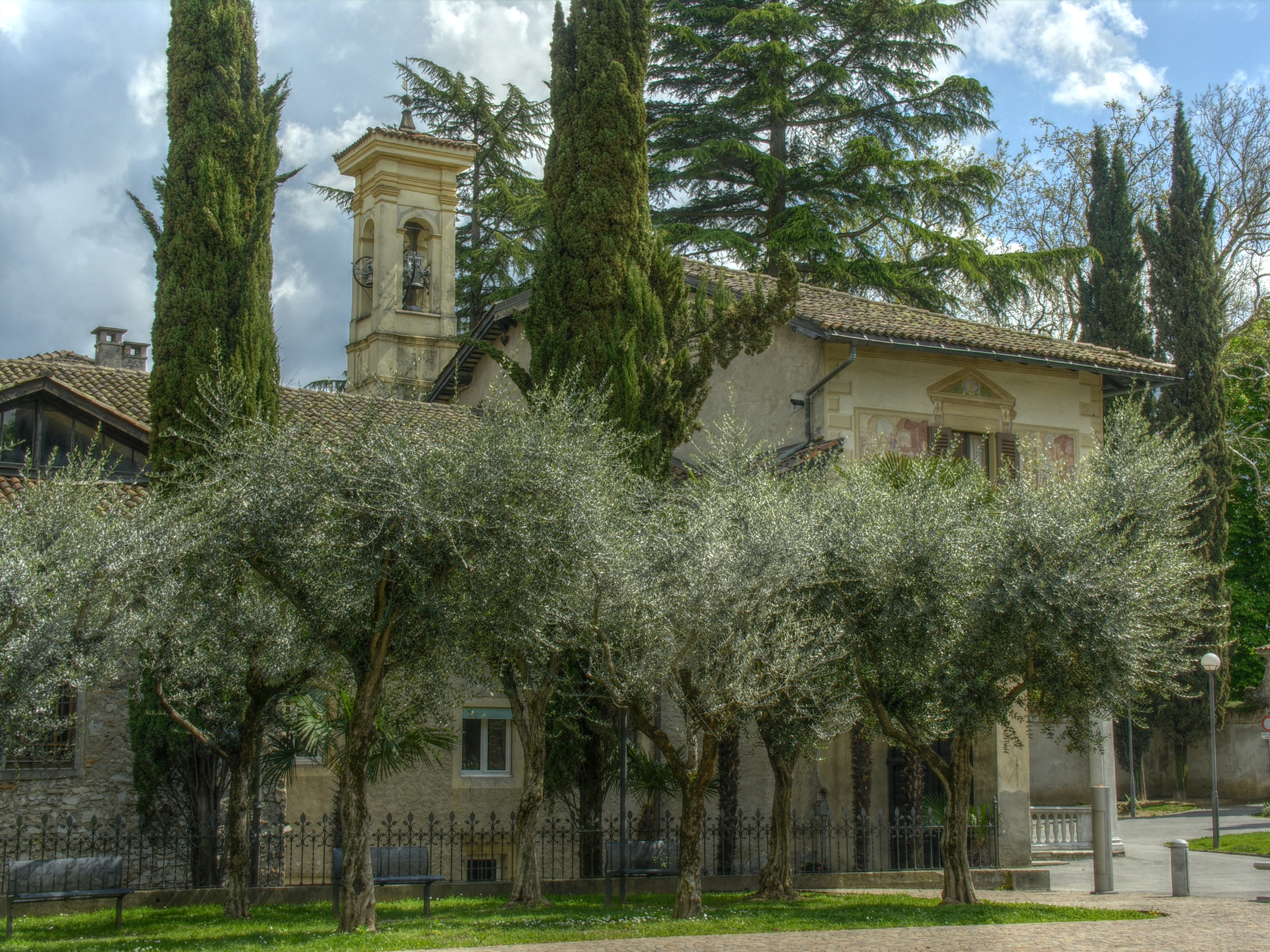
Vista laterale settentrionale
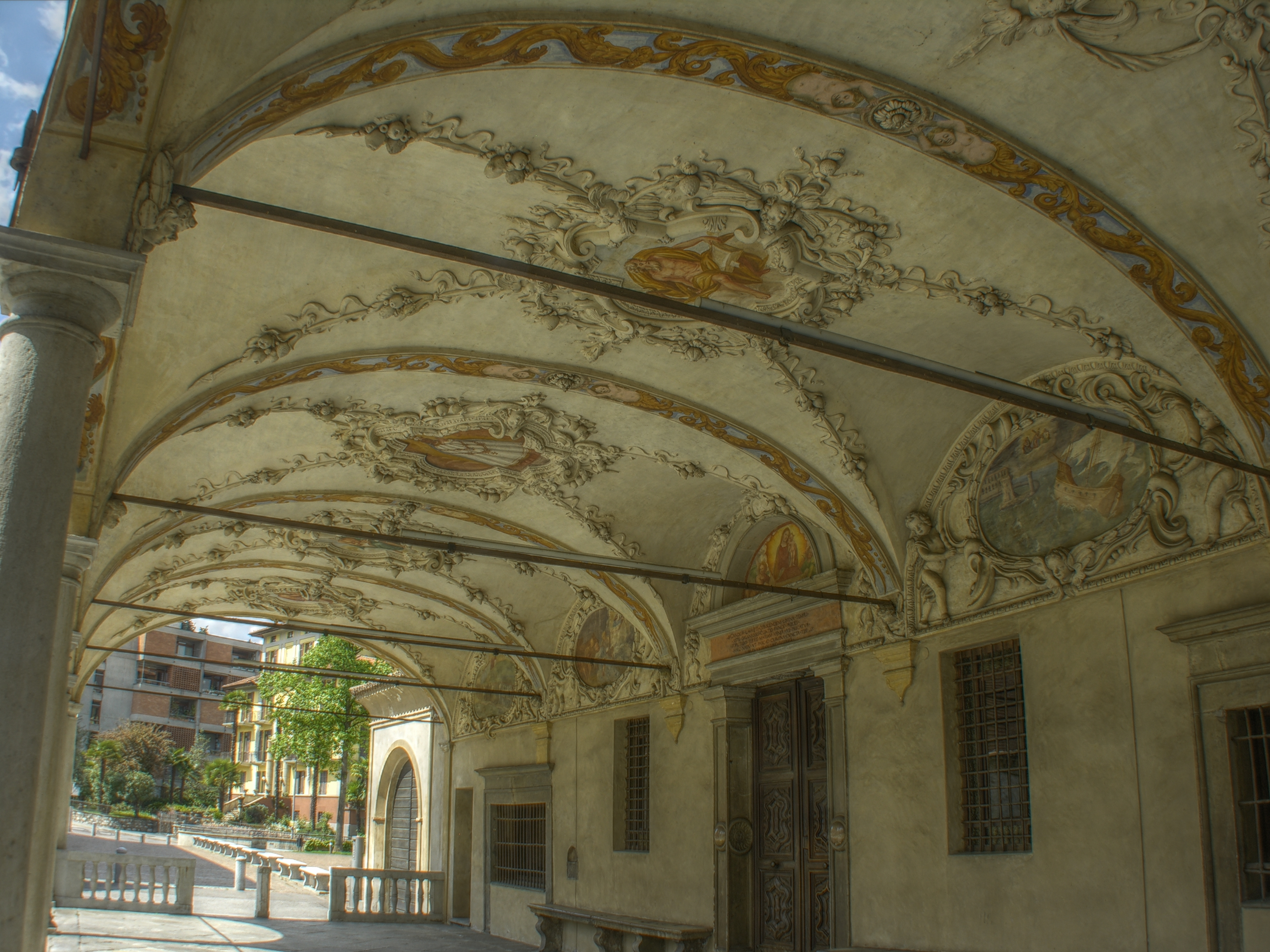
Vista del soffitto del porticato
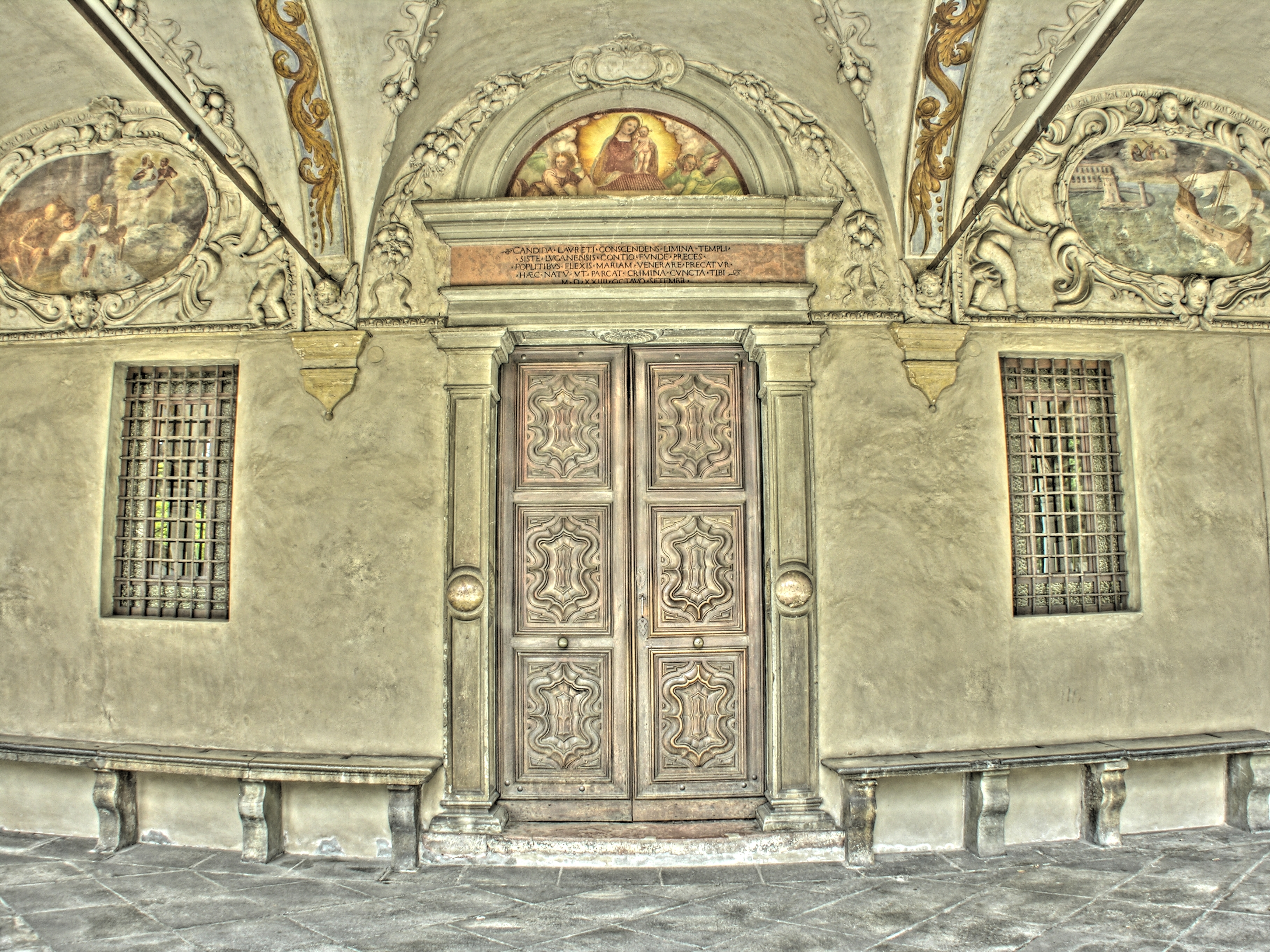
Portale sotto il portico
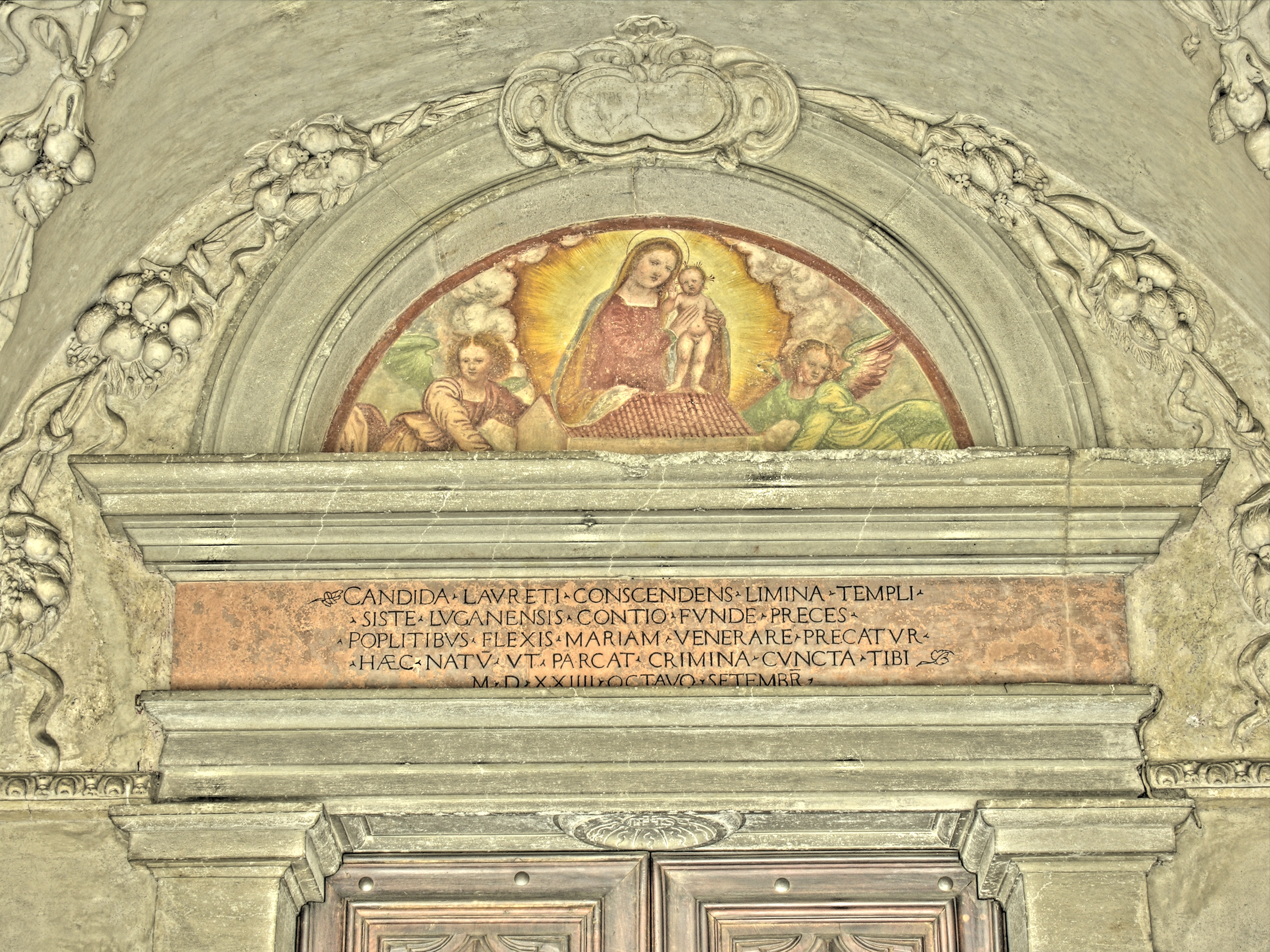
Dettaglio del portale
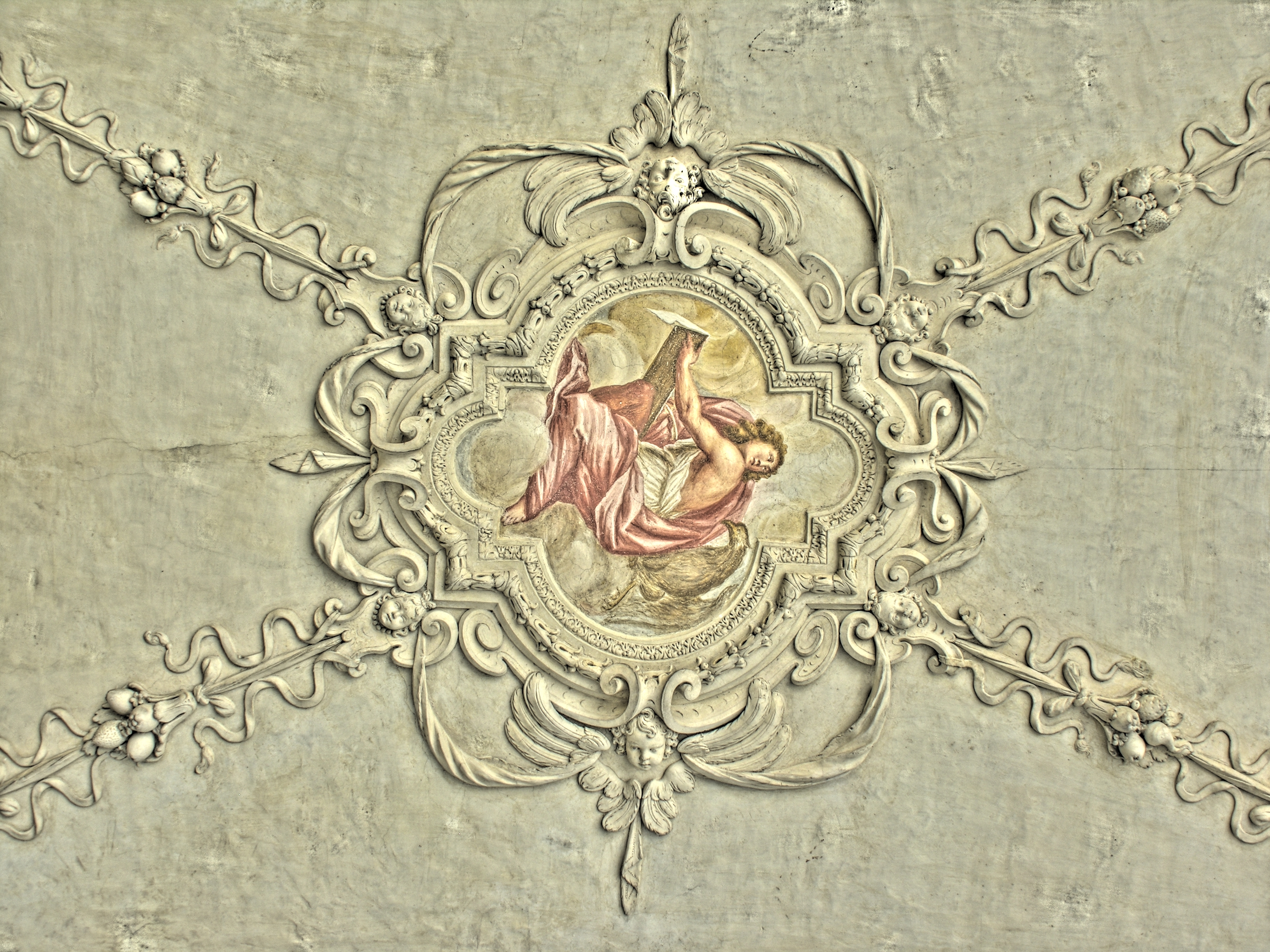
Affresco fra gli stucchi sotto il portico
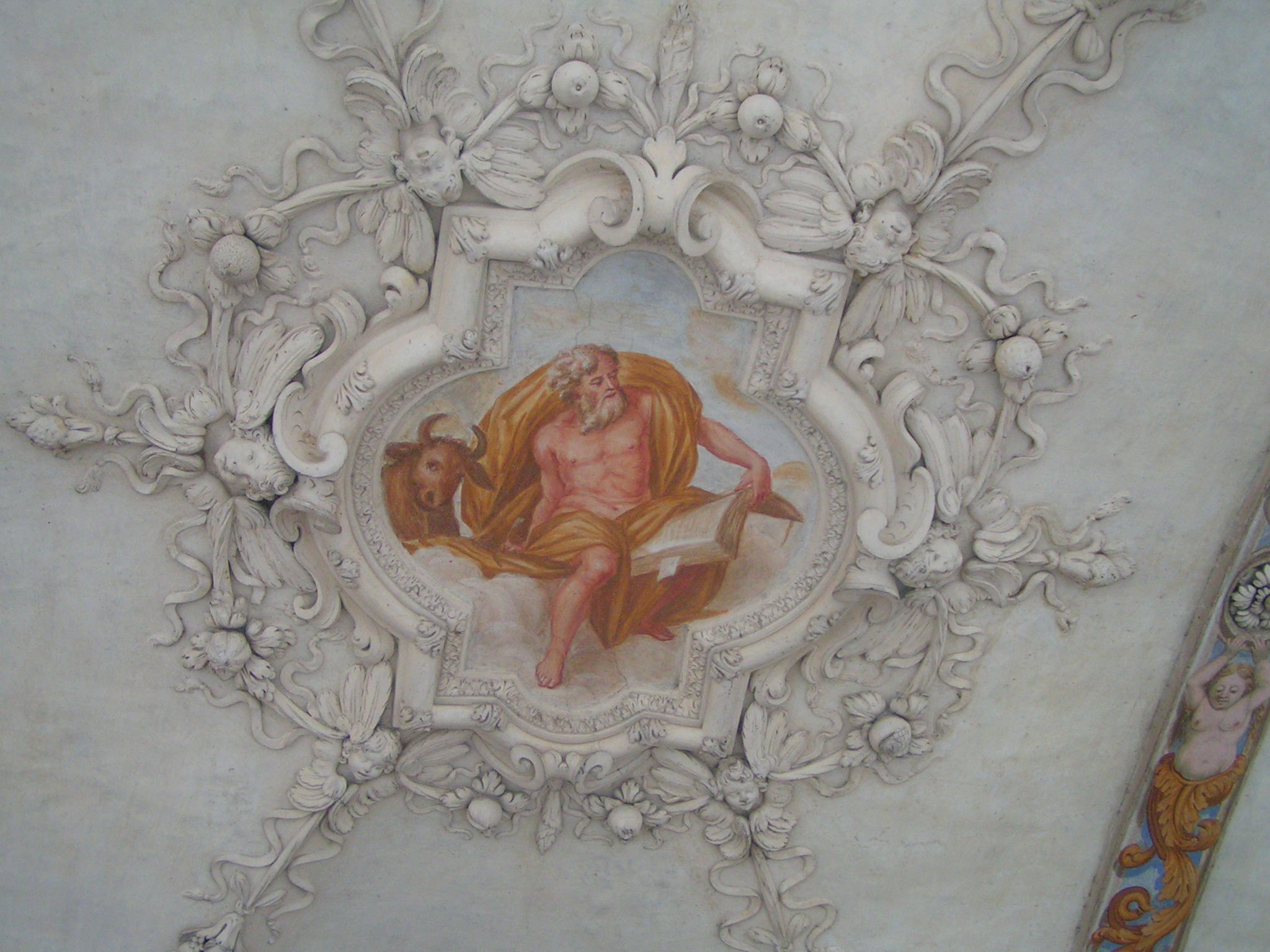
Affresco tra stucchi nel soffitto del portico
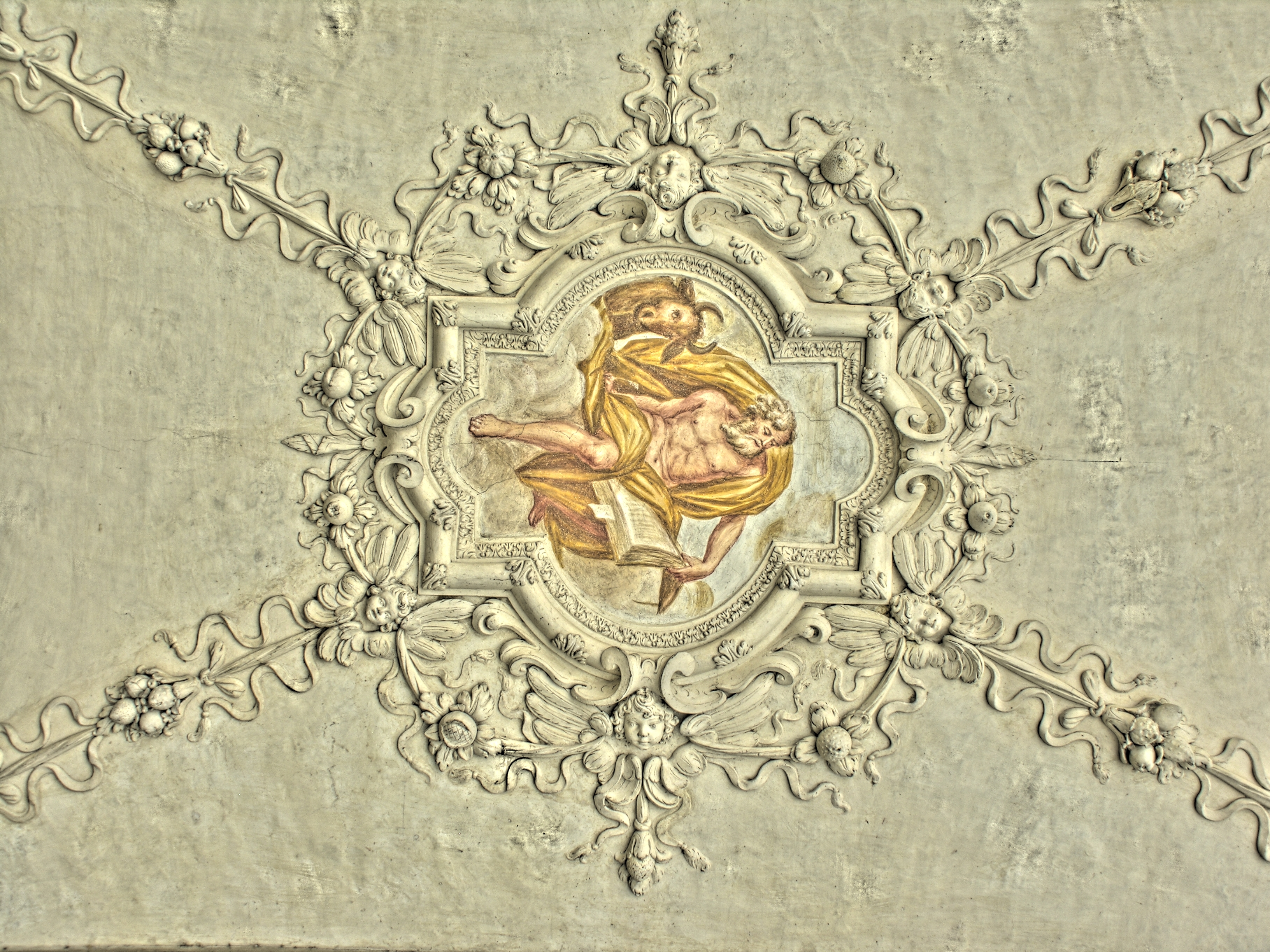
Affresco fra gli stucchi sotto il portico
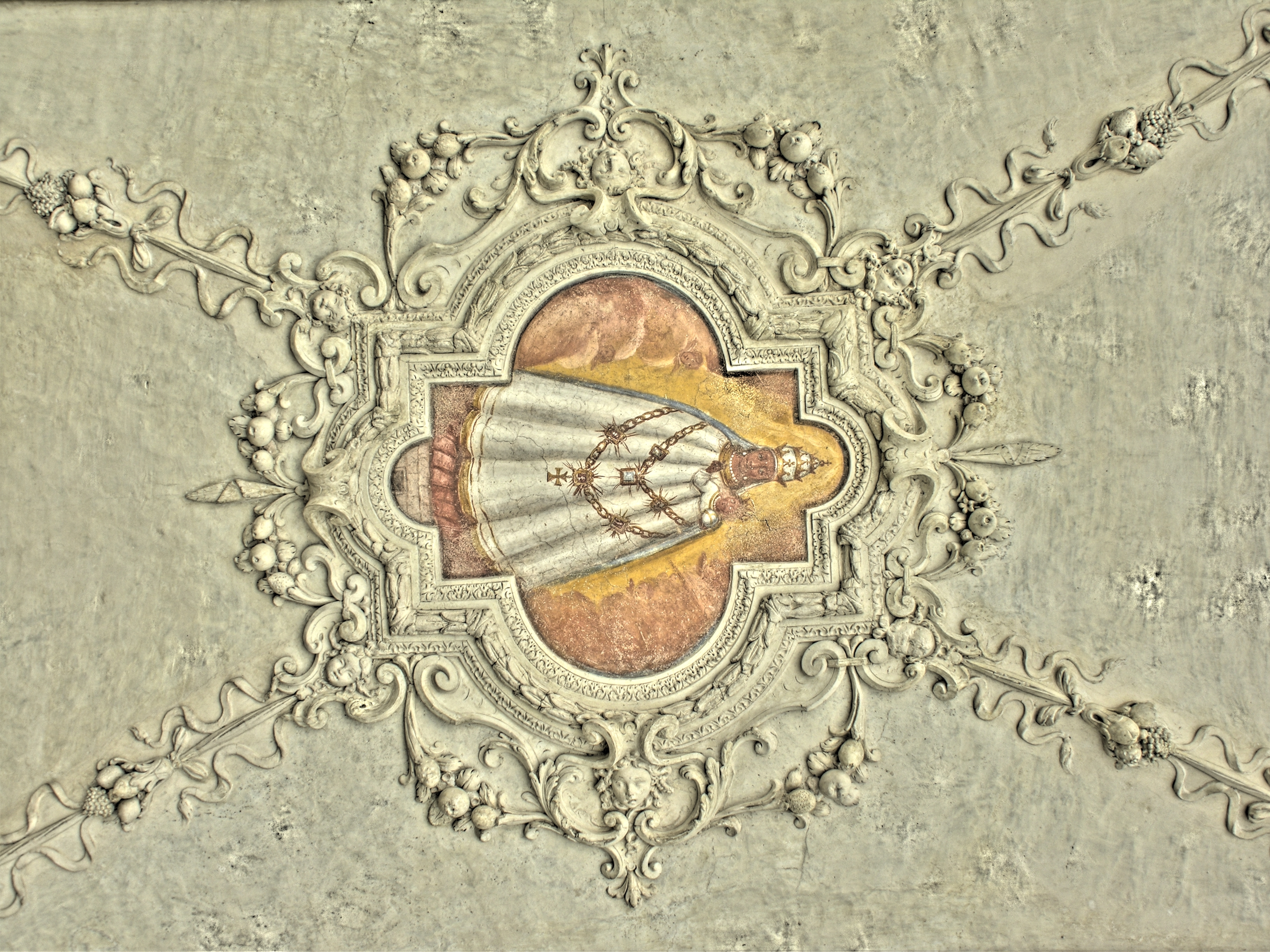
Affresco fra gli stucchi sotto il portico
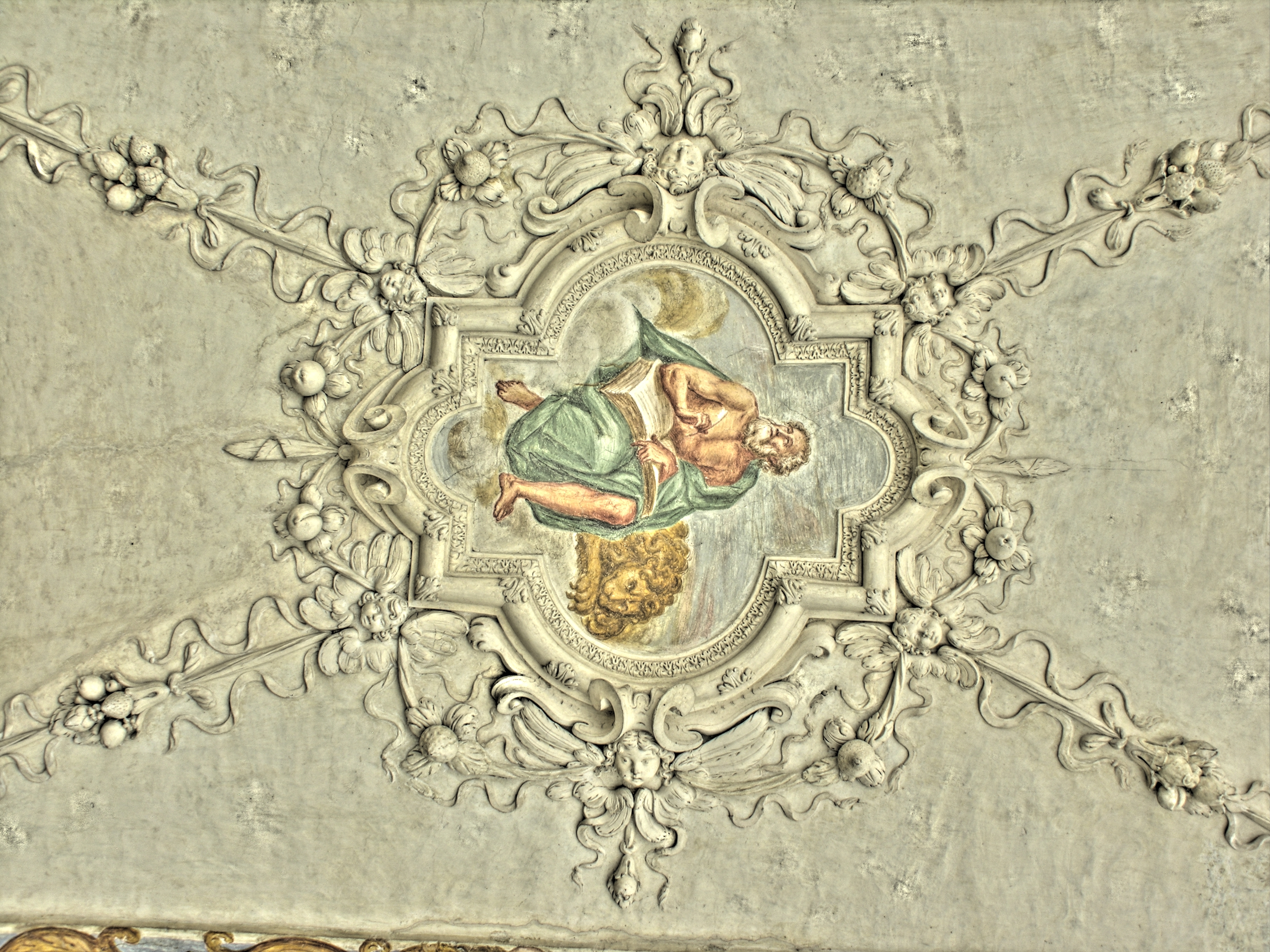
Affresco fra gli stucchi sotto il portico
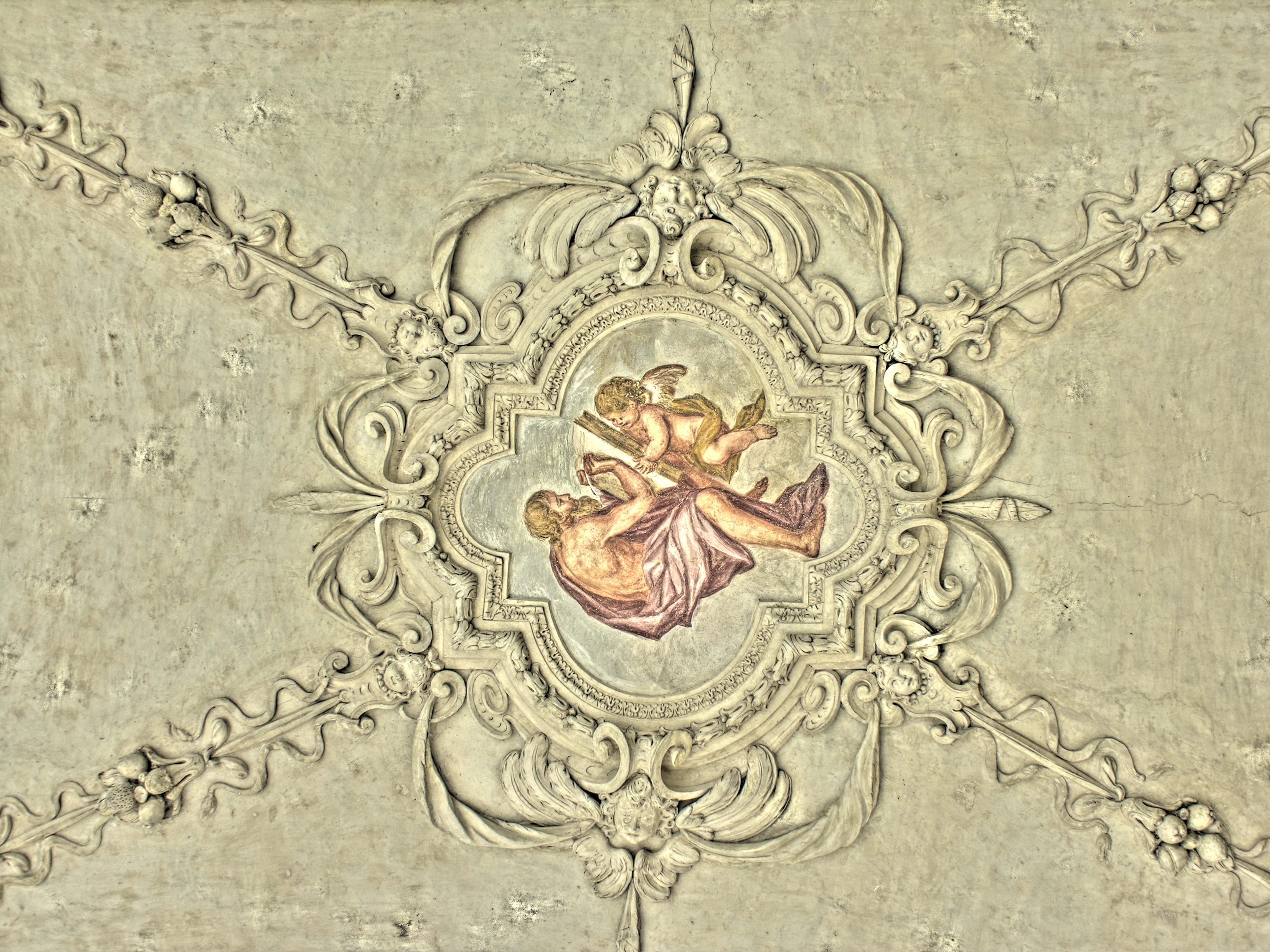
Affresco fra gli stucchi sotto il portico
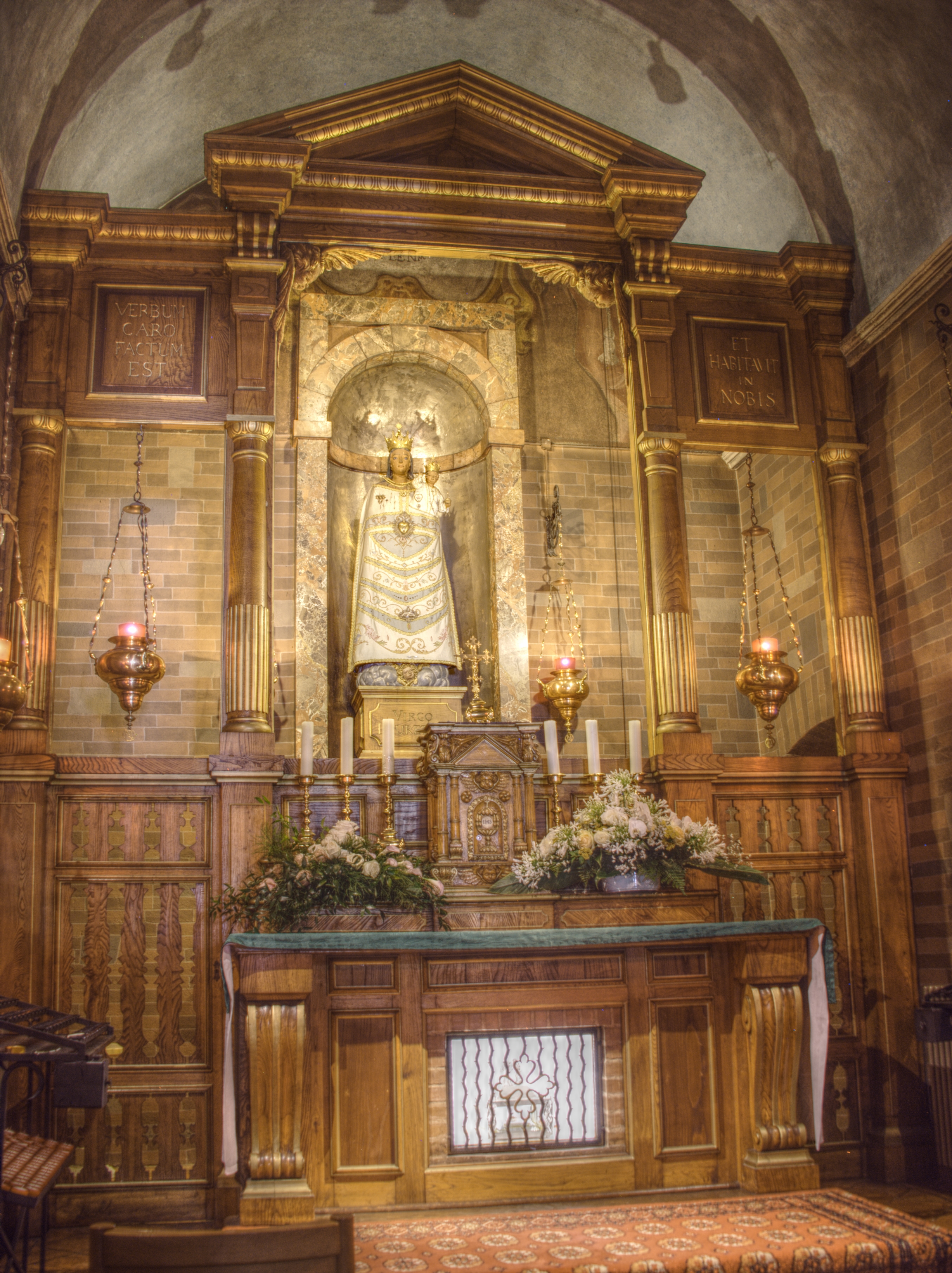
Vista dell'interno